# 書斎の聖ヒエロニムス
『書斎の聖ヒエロニムス』（しょさいのせいヒエロニムス、伊: San Girolamo scrivente、英: Saint Jerome Writing）は、イタリアのバロック期の巨匠ミケランジェロ・メリージ・ダ・カラヴァッジョがキャンバス上に油彩で描いた絵画である。カラヴァッジョのローマ滞在時の最後の時期にあたる1605-1606年ごろに制作されたと見られ、カラヴァッジョからシピオーネ・ボルゲーゼ枢機卿に贈られたものと考えられる。カトリックの教会博士である聖ヒエロニムスを主題としている。作品は1902年にイタリア政府により取得され、現在、ローマのボルゲーゼ美術館に所蔵されている。

## 歴史
この絵画に関する明確な記録はない。美術史家デニス・マーンは制作年として1602年から1604年を示唆しているが、一般には1605年から1606年までの制作とされ、それは主に17世紀の美術理論家ジョヴァンニ・ピエトロ・ベッローリの言明に基づいている。ベッローリによれば、カラヴァッジョは1605年に枢機卿になったシピオーネ・ボルゲーゼのために作品を制作したという。
1605年7月29日、カラヴァッジョはローマのナヴォーナ広場で公証人マリアーノ・パスクワローネを背後から襲撃し、頭を切りつけたとして、負傷したパスクワローネに告訴された。原因は「ナヴォーナ広場に立っている女」で「カラヴァッジョの女」のレーナと呼ばれる女のことで、数日前に言い争ったことであるという。この事件については、レーナを巡るトラブルであること以上のことはわかっていない。
いずれにしても、カラヴァッジョはほどなくしてジェノヴァに逃亡した。しかし、約1か月後、カラヴァッジョは誓約書を書いて、パスクワローネと和解し、告訴は取り下げられた。和解の調停はシピオーネ・ボルゲーゼ枢機卿によりなされ、この時から枢機卿はカラヴァッジョの重要なパトロンとなっている。美術史家マウリツィオ・カルヴェージ (Maurizio Calvesi) はカラヴァッジョがこの調停のお礼に本作『書斎の聖ヒエロニムス』を贈ったと考えたが、聖ヒエロニムスは伝統的に枢機卿として赤い衣を身に着けた姿で表されるため、枢機卿になったばかりのシピオーネ・ボルゲーゼに贈るには最適であったであろう。
一方、枢機卿がもっと後にこの作品を取得した可能性もある。ボルゲーゼ家のカラヴァッジョ・コレクションについて説明しているシピオーネ・フランクッチの1613年の詩に、作品は言及されていないからである。とはいえ、この作品はカラヴァッジョのローマ時代後期 に描かれたものであり、画家のローマ時代は1606年に画家が (ナポリを経由して) マルタに亡命したことで終わっている。

## 作品
聖ヒエロニムスは341年にダルマチアで生まれ、父に教わった読み書きの術をローマで磨いた。さらに神学者や聖書註解者と交流を持つために各地を巡り、353年からは5年間、ギリシアの荒野で隠遁生活を送った。ローマにもどってからは、卓越した語学力と知識を駆使し、旧来の聖書の訳文を原典と照合した上で改定した。
聖ヒエロニムスの主題はカラヴァッジョに好まれたもので、他にも『瞑想する聖ヒエロニムス』 (モンセラート美術館、モンセラート) と『執筆する聖ヒエロニムス』(聖ヨハネ准司教座聖堂、ヴァレッタ) の絵画を制作している。この作品は、ウルガタ（ラテン語訳聖書）を翻訳中のヒエロニムスを描いていることが示唆されている。彼は赤いマントに身を包み、ギリシア語の聖書を見ながら、深い思索にふけっている。ペンを持つ右手は無意識にインク壺の方に伸びている。左側には白い布と書物があり、その上に聖人を見つめるかのように髑髏が置かれている。髑髏はメメント・モリ (死を忘れるな) という思想を示すもので、カラヴァッジョの出身地である北イタリアの伝統につながる図像である。ヒエロニムスと髑髏、枢機卿の赤い布と白い本が見事なコントラストを見せ、生と死 (現在と過去) が対置されているようである。画面では、ほかのカラヴァッジョの作品同様、光が本質的な役割を果たしている。ここに見られる大胆な筆致と大まかな描写により、作品は未完成であると見る研究者もいる。しかし、こうした特徴は、『聖アンナと聖母子』 (ボルゲーゼ美術館、ローマ) に共通するように思われ、近年の修復の結果でもそう指摘されている。
なお、1700年から1893年までのボルゲーゼ・コレクションの目録ではホセ・デ・リベラに帰属されていたため、本作がカラヴァッジョの作品であるということは疑問視されることがある。

## ギャラリー

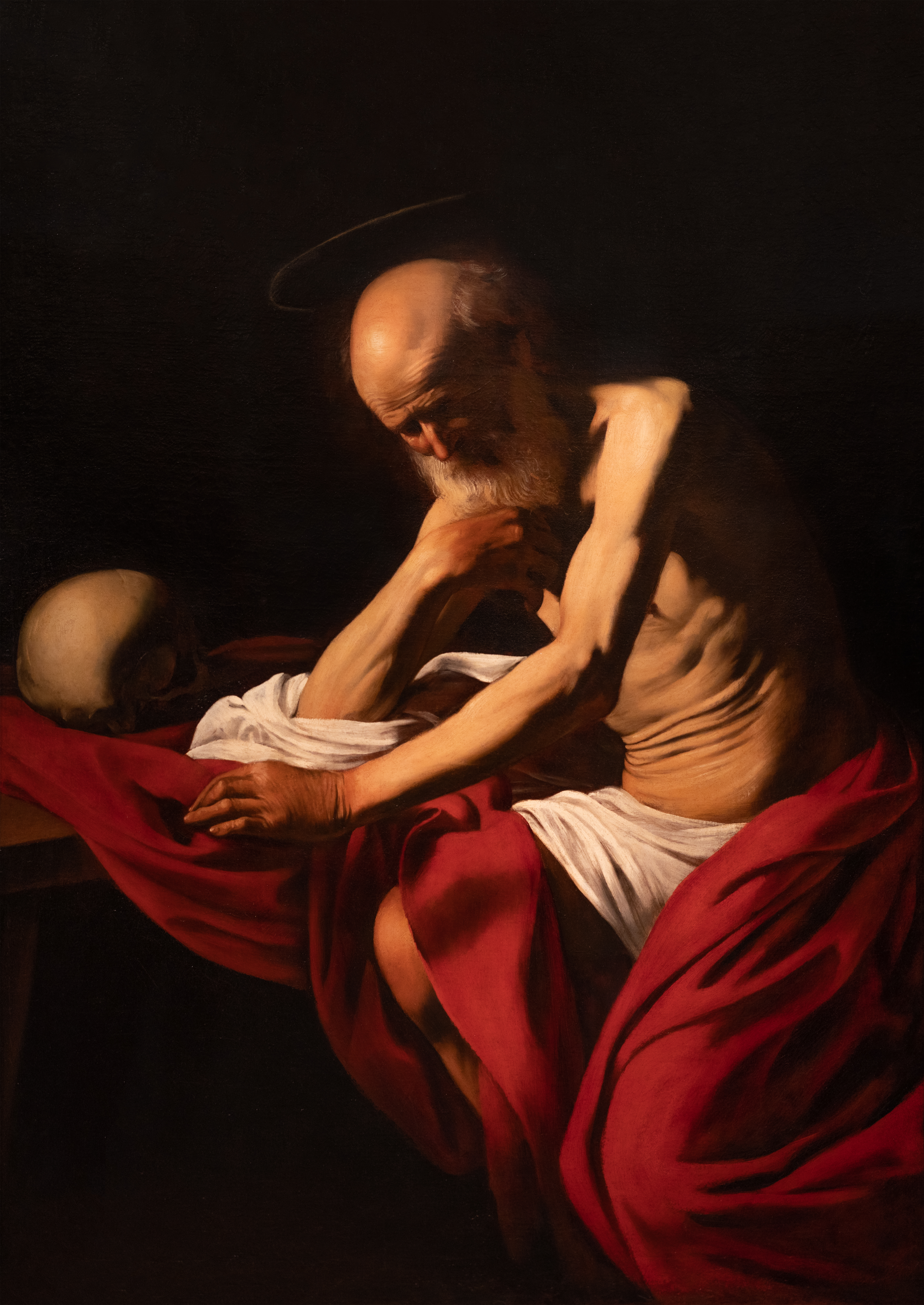
カラヴァッジョ『瞑想する聖ヒエロニムス』(1605年)、モンセラート美術館（英語版）、モンセラート
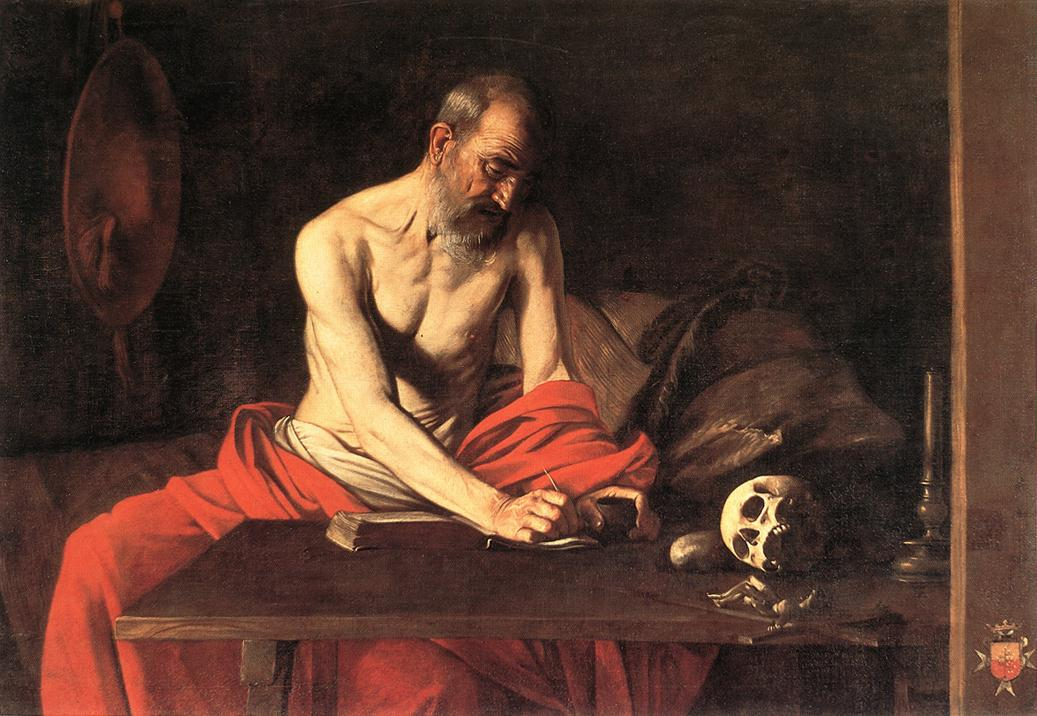
カラヴァッジョ『執筆する聖ヒエロニムス』 (1608年)、聖ヨハネ准司教座聖堂、ヴァレッタ
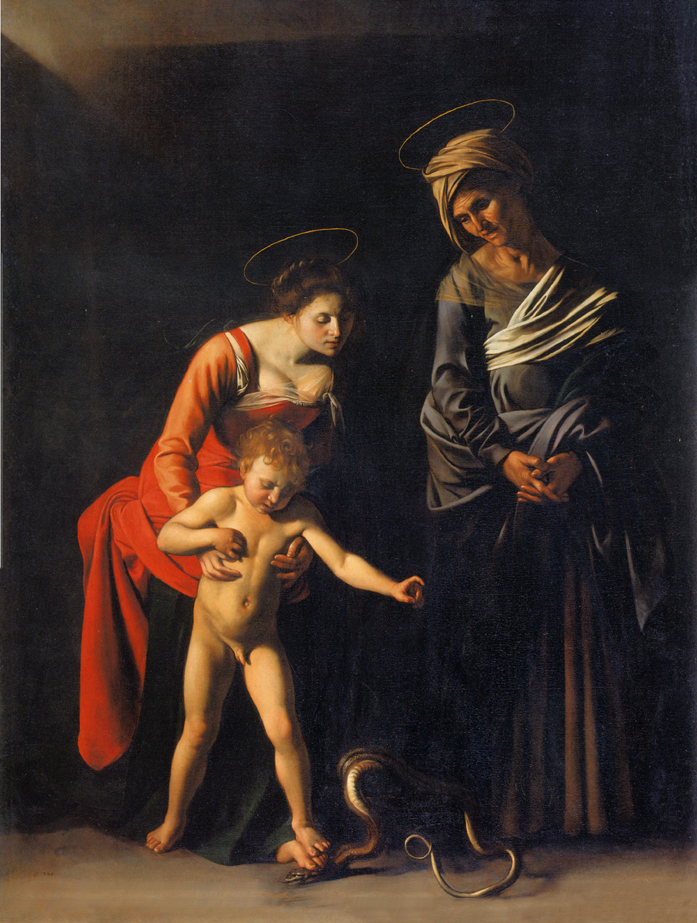
カラヴァッジョ『聖アンナと聖母子』 (1605-1606年)、ボルゲーゼ美術館、ローマ